# دوري كرة القدم الأوكراني الدرجة الثانية 2004–05
دوري كرة القدم الأوكراني الدرجة الثانية 2004–05 (بالأوكرانية: Чемпіонат України з футболу 2004—2005: друга ліга)‏ هو موسم من دوري كرة القدم الأوكراني الدرجة الثانية ‏. فاز فيه FC Rava Rava-Ruska ‏.